# 목일회
목일회(牧日會)는 일제강점기에 창립된 미술단체이다.
1934년에 서양화가들이 결성하여 창립작품전으로 그해 화신백화점에서 첫 회원작품전을 가졌다. 창립 회원은 이종우, 구본웅, 김용준, 이병규, 황술조, 길진섭, 송병돈, 김환기 등이었다.
목일회는 단체의 이름이 반일 사상을 함유하여 불온하다는 이유로 1937년에 명칭을 목시회(牧時會)로 바꾸어 활동을 재개했다. 이때 기존 회원 외에 부부 서양화가인 임용련과 백남순, 그리고 장발, 이마동 등이 추가로 참여하여 화신백화점에서 두 번째 회원작품전을 개최했다.
목일회의 회원 구성은 도쿄 미술학교 출신이 핵심 세력을 이루었고, 젊은 화가들이 조선총독부가 주최하는 조선미술전람회의 보수성에 저항하는 의미가 있었다.  화풍은 대체로 일본화한 사실주의와 자연주의의 보편적 풍조를 따라 저항성이 크게 표출되지 않았으나, 구본웅을 중심으로 야수파와 초현실주의 등 서양 사조를 직접 모방한 과감한 형식도 때때로 추구되었다. 전쟁 시국에 접어들면서 활동을 중단했다.
엘리트 미술인들이 결집하여 관주도의 미술 흐름에 대항한 목일회는 1930년대 미술 운동의 대표적인 단체였다. 목일회 해체 이후 한국의 화단은 급격한 친일화로 흘러 태평양 전쟁 종전 전까지 군국주의 미술 일변도가 되었다.

## 같이 보기
- 조선미술전람회

## 참고자료
- 조영복 (2002년 9월 10일). 〈김용준 - 자살과 초탈 사이에 선 예술가의 표정〉. 《월북 예술가, 오래 잊혀진 그들》. 서울: 돌베개. ISBN 9788971991503.
- 이규일 (1999년 11월 1일). 〈10. 김환기 - 항아리를 인 여인〉. 《이야기하는 그림》. 서울: 시공사. ISBN 8952701623.